# Tanja Poutiainen
Tanja Tuulia Poutiainen (* 6. April 1980 in Rovaniemi) ist eine ehemalige finnische Skirennläuferin. Als einzige finnische Sieg- und Podestfahrerin der Geschichte gehörte sie zu den weltweit besten Athletinnen in den Disziplinen Riesenslalom und Slalom. Insgesamt gewann sie elf Rennen und drei Disziplinenwertungen im Weltcup sowie vier Medaillen bei Weltmeisterschaften und eine bei Olympischen Spielen.

## Biografie
Poutiainen siegte 1995 beim Trofeo Topolino. 1997 wurde sie Juniorenweltmeisterin im Slalom sowie Dritte im Super-G. Im selben Jahr bestritt sie ihr erstes Weltcup-Rennen. Bei den Juniorenweltmeisterschaften 1999 erreichte sie im Riesenslalom den dritten Platz. Den ersten Podestplatz in einem Weltcuprennen erreichte sie in der Saison 2001/02. Der endgültige Durchbruch an die Weltspitze gelang ihr in der Saison 2003/04, als sie in Levi vor heimischem Publikum ihren ersten Weltcup-Slalom gewann.
Bei den Skiweltmeisterschaften 2005 in Santa Caterina wurde sie zweimal Zweite; im Riesenslalom hinter der Schwedin Anja Pärson und im Slalom hinter der Kroatin Janica Kostelić. In der Saison 2004/05 feierte die Finnin auch ihre bis dato größten Erfolge, den Gewinn des Riesenslalom- und des Slalom-Weltcups. Während sie sich den Slalom-Weltcup schon vorzeitig vor Janica Kostelić sicherte, war der Riesenslalom-Weltcup bis zum letzten Rennen in Lenzerheide zwischen ihr und Anja Pärson offen. Pärson führte zwar vor dem letzten Rennen mit einem recht komfortablen Punktevorsprung, konnte diesen jedoch aufgrund eines verpatzten Laufes nicht zu ihren Gunsten nützen.
Die Saison 2005/06 verlief für sie zunächst wenig erfolgreich und sie konnte bei weitem nicht an die Leistungen der Vorsaison anknüpfen. Dies änderte sich jedoch bei den Olympischen Winterspielen 2006: Im Riesenslalom, der in Sestriere bei dichtem Nebel und heftigem Schneefall ausgetragen wurde, gewann sie die Silbermedaille hinter Julia Mancuso. In der Saison 2006/07 wurde Poutiainen Zweite im Riesenslalomweltcup hinter Nicole Hosp. In der Saison 2007/08 fuhr die Finnin weiter gute Platzierungen ein. Neben einem Sieg bei der Snow Queen Trophy in Zagreb kam sie des Öfteren in die Top 10. In der Gesamtwertung wurde sie Achte.
In der Saison 2008/09 gewann Poutiainen mit einem Sieg und weiteren vier Podestplätzen den Riesenslalomweltcup zum zweiten Mal; im Slalomweltcup wurde sie wie im Vorjahr Vierte. Bei den Weltmeisterschaften 2009 in Val-d’Isère – ihrer bereits siebenten – gewann Poutiainen die Bronzemedaille im Riesenslalom und im Slalom. Zwei Weltcupsiege feierte die Finnin in der Saison 2009/2010, im Gesamtweltcup kam sie jedoch zum ersten Mal seit drei Jahren nicht unter die besten zehn. Bei den Olympischen Winterspielen 2010 in Vancouver wurde sie Sechste im Slalom und 13. im Riesenslalom.
In der Saison 2010/2011 erreichte Poutiainen mit einem Sieg und weiteren fünf Podestplätzen den zweiten Platz im Slalomweltcup und Rang drei im Riesenslalomweltcup. Bei den Weltmeisterschaften 2011 in Garmisch-Partenkirchen fuhr sie – wie bei den Olympischen Spielen im Vorjahr – auf Platz sechs im Slalom und Rang 13 im Riesenslalom. Etwas weniger erfolgreich verlief der Weltcupwinter 2011/12. Poutiainen fuhr in zwei Slaloms auf das Podest, blieb aber erstmals seit sechs Jahren ohne Sieg. Im Slalomweltcup wurde sie Sechste, im Riesenslalomweltcup fiel sie auf Rang 13 zurück. Während der Saison 2012/13 gelang ihr noch zwei Slalom-Podestplätze. Beim zweitletzten Riesenslalom des Winters, am 9. März 2013 in Ofterschwang, zog sie sich einen Kreuzbandriss zu. Sie kündigte daraufhin an, im darauf folgenden Winter nochmals starten zu wollen. Bestes Ergebnis in ihrer letzten Saison war ein 12. Platz. Am 16. März 2014 bestritt sie ihr letztes Weltcuprennen.
Poutiainen bestach nicht nur durch ihre schnelle, sondern auch sichere Fahrweise. Von 4. Januar 2007 bis 18. März 2011 blieb sie in 70 Weltcuprennen in Folge ohne Ausfall.

## Erfolge

### Olympische Spiele
- Nagano 1998: 18. Slalom, 26. Riesenslalom
- Salt Lake City 2002: 11. Riesenslalom
- Turin 2006: 2. Riesenslalom, 6. Slalom
- Vancouver 2010: 6. Slalom, 13. Riesenslalom
- Sotschi 2014: 12. Slalom, 14. Riesenslalom

### Weltmeisterschaften
- Sestriere 1997: 17. Slalom
- Vail/Beaver Creek 1999: 14. Riesenslalom, 24. Slalom
- St. Anton 2001: 13. Riesenslalom
- St. Moritz 2003: 10. Slalom, 23. Riesenslalom
- Santa Caterina 2005: 2. Riesenslalom, 2. Slalom
- Åre 2007: 14. Riesenslalom, 14. Slalom, 4. Mannschaftswettbewerb
- Val-d’Isère 2009: 3. Riesenslalom, 3. Slalom
- Garmisch-Partenkirchen 2011: 6. Slalom, 13. Riesenslalom
- Schladming 2013: 4. Slalom, 15. Riesenslalom

### Weltcupwertungen
| Saison  | Gesamt | Gesamt | Super-G | Super-G | Riesenslalom | Riesenslalom | Slalom | Slalom | Kombination | Kombination | City Event* | City Event* |
| Saison  | Platz  | Punkte | Platz   | Punkte  | Platz        | Punkte       | Platz  | Punkte | Platz       | Punkte      | Platz       | Punkte      |
| ------- | ------ | ------ | ------- | ------- | ------------ | ------------ | ------ | ------ | ----------- | ----------- | ----------- | ----------- |
| 1997/98 | 73.    | 45     | -       | -       | 28.          | 41           | 50.    | 4      | -           | -           | -           | -           |
| 1998/99 | 95.    | 17     | -       | -       | 41.          | 17           | -      | -      | -           | -           | -           | -           |
| 2000/01 | 20.    | 342    | -       | -       | 12.          | 147          | 12.    | 195    | -           | -           | -           | -           |
| 2001/02 | 12.    | 520    | -       | -       | 10.          | 219          | 7.     | 301    | -           | -           | -           | -           |
| 2002/03 | 11.    | 551    | -       | -       | 14.          | 184          | 3.     | 367    | -           | -           | -           | -           |
| 2003/04 | 9.     | 669    | -       | -       | 5.           | 279          | 4.     | 390    | -           | -           | -           | -           |
| 2004/05 | 5.     | 1039   | 48.     | 8       | 1.           | 461          | 1.     | 570    | -           | -           | -           | -           |
| 2005/06 | 12.    | 592    | -       | -       | 8.           | 260          | 5.     | 320    | 26.         | 12          | -           | -           |
| 2006/07 | 7.     | 783    | -       | -       | 2.           | 419          | 6.     | 332    | 22.         | 32          | -           | -           |
| 2007/08 | 8.     | 781    | -       | -       | 4.           | 297          | 4.     | 484    | -           | -           | -           | -           |
| 2008/09 | 5.     | 914    | -       | -       | 1.           | 508          | 4.     | 406    | -           | -           | -           | -           |
| 2009/10 | 11.    | 465    | -       | -       | 5.           | 263          | 9.     | 202    | -           | -           | -           | -           |
| 2010/11 | 7.     | 751    | -       | -       | 3.           | 240          | 2.     | 511    | -           | -           | -           | -           |
| 2011/12 | 13.    | 477    | -       | -       | 13.          | 143          | 6.     | 334    | -           | -           | -           | -           |
| 2012/13 | 13.    | 460    | -       | -       | 22.          | 106          | 5.     | 354    | -           | -           | 6.          | 90          |
| 2013/14 | 54.    | 111    | -       | -       | 23.          | 63           | 26.    | 48     | -           | -           | -           | -           |

* Die City-Event-Punkte wurden in der Saison 2012/13 für den Slalomweltcup gewertet.

### Weltcupsiege
- 48 Podestplätze, davon 11 Siege:

| Datum             | Ort               | Land        | Disziplin    |
| ----------------- | ----------------- | ----------- | ------------ |
| 28. Februar 2004  | Levi              | Finnland    | Slalom       |
| 26. November 2004 | Aspen             | USA         | Riesenslalom |
| 28. November 2004 | Aspen             | USA         | Slalom       |
| 12. Dezember 2004 | Zauchensee        | Österreich  | Slalom       |
| 20. Januar 2005   | Zagreb            | Kroatien    | Slalom       |
| 10. März 2007     | Zwiesel           | Deutschland | Riesenslalom |
| 15. Februar 2008  | Zagreb            | Kroatien    | Slalom       |
| 13. Dezember 2008 | La Molina         | Spanien     | Riesenslalom |
| 24. Oktober 2009  | Sölden            | Österreich  | Riesenslalom |
| 24. Januar 2010   | Cortina d’Ampezzo | Italien     | Riesenslalom |
| 11. Januar 2011   | Flachau           | Österreich  | Slalom       |

### Europacup
- Saison 1996/97: 8. Riesenslalomwertung
- Saison 1997/98: 6. Riesenslalomwertung
- Saison 1998/99: 8. Gesamtwertung, 5. Riesenslalomwertung
- 12 Podestplätze, davon 5 Siege

### Juniorenweltmeisterschaften
- Hoch-Ybrig 1996: 22. Slalom, 26. Riesenslalom
- Schladming 1997: 1. Slalom, 3. Super-G, 5. Riesenslalom
- Megève 1998: 5. Slalom, 13. Riesenslalom, 30. Super-G
- Pra Loup 1999: 3. Riesenslalom

### Weitere Erfolge
- 21 finnische Meistertitel:
  - Riesenslalom: 1996, 2001, 2003, 2004, 2005, 2006, 2007, 2008, 2009, 2010
  - Slalom: 1998, 1999, 2001, 2003, 2004, 2005, 2007, 2008, 2009
  - Super-G: 1996, 2009
- 37 Siege in FIS-Rennen